# Ferdinand Stoopendaal
Ferdinand Jacob Stoopendaal (Stoopendael), född 20 juli 1850 i Linköping, död 15 juli 1930 i New York, var en svensk-amerikansk målare och tecknare.

## Biografi
Redigerar Ferdinand Stoopendaal var son till fabrikören Henrik Wilhelm Stoopendaal och Charlotta Amalia Paerl (Parl) och bror till Daniel och Georg samt morbror till Philip von Saltza och farbror till Mosse Stoopendaal samt Curt Nyström Stoopendaal. Han studerade vid Konstakademien 1870–1872 och kom där att bli kamrat med flera av opponentgruppens ledande konstnärer och tillhörde den grupp som satte sitt namn på opponentskrivelsen. Tillsammans med Carl Larsson, Hugo Birger, Carl Skånberg och Rudolf Widing bildade man  ett bohemiskt konstnärskotteri som sammanstrålade på den tidens artistkrogar. Han ansågs höra till de mer begåvade eleverna vid akademien men fick inte tillfälle att fullfölja sin utbildning utan tvingades att under några år arbeta i sin fars rullgardinsfabrik och som lärare i en egen konstskola i Stockholm. Han utvandrade under 1890-talet till Amerika och bosatte sig i New York där han var verksam som konstnär och blev känd under den alternativa stavningen av sitt efternamn. Hans produktion i Amerika består huvudsakligen av porträtt. Han medverkade med ett par porträtt i olja vid konstutställningen i Göteborg 1886 och under Stockholmstiden medverkade han sporadiskt med illustrationer i Ny illustrerad tidning. Stoopendaal finns representerad vid Konstakademien, Nationalmuseum, Östersunds museum, Linköpings museum och med officersporträtt vid Norra Skånska infanteriregementet. Hans verk har sålts på auktionshus i bland annat Stockholm, London och New York.